# Anna Bonomi Bolchini
Anna Bonomi Bolchini (Milano, 23 novembre 1910 – Milano, 23 aprile 2003) è stata un'imprenditrice e filantropa italiana.
Nata Anna Galbiati, aggiunse il cognome Bonomi dopo il riconoscimento del padre naturale, e si fece chiamare Anna Bonomi Bolchini dopo il suo secondo matrimonio, con l'avvocato Giuseppe Bolchini. Venne soprannominata "La signora della finanza".

## Biografia
Anna Galbiati era la figlia di Carlo Bonomi, un capomastro e poi costruttore immobiliare assieme ai fratelli, fondatore nel 1918 della ditta Beni Immobili Italia. La madre era invece Maria Gironi, portinaia dello stabile al 23 di corso Indipendenza dove Bonomi aveva la residenza.
La giovane Anna passò molto tempo in portineria con la madre e studiò, finanziata dal padre, all'Istituto Marcelline, delle suore di Santa Marcellina.
Nel 1926, al compimento dei 16 anni, Carlo Bonomi le regalò Villa Bonomi, sopra il Lago di Como, oltre a riconoscerla ufficialmente e nominarla alla sua morte erede universale. Questo spinse i fratelli nonché ex soci di Bonomi, vistisi senza più pretese ereditarie, ad intentare una causa patrocinati dall'avvocato Roberto Farinacci. La lite fu vinta da Carlo e Anna Bonomi, difesi dal giurista Francesco Carnelutti.
A soli 19 anni si sposò con Angelo Raimondo Campanini, detto Dino, figlio del famoso architetto Alfredo Campanini, da cui ebbe tre figli (Carla, Alfredo e Carlo). Nel 1940, alla morte del padre, ereditò la Beni Immobili Italia, l'immobiliare paterna proprietaria di oltre 150 edifici, e ne divenne amministratrice unica in un periodo caratterizzato dalla ricostruzione bellica.
Nel 1955 ottenne l'annullamento rotale del primo matrimonio e l'anno successivo si risposò con l'avvocato Giuseppe Bolchini, figlio dell'avvocato e giurista, nonché docente e rettore dell'Università Bocconi, Ferruccio Bolchini (1875-1931), e della filantropa Ada Bolchini Dell’Acqua (1885-1971), figlia di Carlo Dell’Acqua.
Negli Anni cinquanta, Anna Bonomi costituì una nuova società, l'Impresa costruzioni Bonomi e Comolli a cui si deve la realizzazione del grattacielo Pirelli a Milano (il Pirellone) e di altri complessi immobiliari a Parigi, a Montecarlo e a Città del Messico. Si occupò anche della realizzazione di comprensori "oasi" per la media/alta borghesia milanese post boom anni '60, nel centro o nell'immediata periferia e di cui "Villa Briantea" è un esempio classico, e della prima città satellite del capoluogo lombardo, Milano San Felice.
Tra gli investimenti immobiliari effettuati in quegli stessi anni figurano anche palazzi di grande pregio come Casa Campanini-Bonomi a Milano (oggi Palazzo Ralph Lauren), realizzato nel 1941 dall’architetto Mino Fiocchi e ceduto nel 1999 al noto stilista americano, l’Hotel Splendido a Portofino e il Castello di Paraggi, entrambi nella Riviera ligure di Levante e visitati negli anni da celebrità italiane ed estere, e il Castello dei Laghi, complesso facente parte del parco naturale La Mandria in provincia di Torino.
Avviò anche un'opera di diversificazione del gruppo: nel 1959 fondò Postalmarket, azienda di vendita per corrispondenza, e nel ventennio successivo acquisì società quali Brioschi, Miralanza, Rimmel, Durban's e S.A.F.F.A.. Il suo patrimonio comprendeva anche partecipazioni bancarie tra cui il Credito Varesino) e compagnie di assicurazioni come Milano, Italia, La Fondiaria e Toro Assicurazioni.
Si impegnò anche nelle attività di beneficenza, fondando e finanziando a partire dal 1941 l'Istituto delle Carline, in onore del padre Carlo, per l'educazione e l'assistenza delle bambine indigenti. Inoltre fu artefice della ricostruzione del Teatro alla Scala e del Conservatorio di Musica, oltre che vicepresidente nazionale del Soroptimist Club dal 1965 al '67. Per questi motivi ricevette nel 1968 l'onorificenza di Cavaliere del Lavoro.
Nel 1981 Anna Bonomi Bolchini si ritirò dagli affari e lasciò la gestione dell'impero di famiglia al figlio Carlo. In quello stesso anno, la famiglia Bonomi partecipò all'acquisto della Montedison, da cui acquisì tra l'altro la finanziaria Invest, poi fusa con la Beni Immobili Italia per diventare Bi-Invest. Quest'ultima società, la cassaforte di famiglia, venne loro sottratta nel 1985 dall'allora presidente di Montedison Mario Schimberni in quella che è considerata la prima scalata della borsa milanese.
A metà degli anni novanta il suo nome compare sulla stampa nazionale per gli sviluppi giudiziari della complessa vicenda del crac del Banco Ambrosiano di Roberto Calvi. Il suo coinvolgimento fu legato alla partecipazione della banca nelle operazioni di vendita all’estero del Credito Varesino e ne uscì con un patteggiamento nel processo di appello. Negli stessi anni fu toccata anche dallo scandalo della P2 a causa dei suoi contatti con Sindona e lo stesso Calvi, senza però essere mai indagata né chiamata a testimoniare.
Negli ultimi anni si dedicò soprattutto agli impegni sociali, occupandosi dell’Istituto delle Carline da lei fondato e ricoprendo un ruolo nel consiglio direttivo dell'Associazione Italiana per la promozione delle Ricerche sul Cancro.
È morta nel 2003 a 92 anni nella sua casa di via Fatebenefratelli e, secondo la sua volontà, la notizia è stata divulgata solo a funerali avvenuti. È tumulata con i genitori nell'edicola familiare al Cimitero Monumentale di Milano. Rimane una delle prime protagoniste femminili della finanza italiana, come sottolineato anche nel 2023 dal Presidente della Repubblica Sergio Mattarella in un messaggio per il ventennale dalla sua morte: "Anna Bonomi Bolchini ha avuto un ruolo importante nell’imprenditoria italiana. Il suo nome è certamente tra i più significativi di quella stagione di ricostruzione e di crescita che trovò in Milano uno dei motori che hanno consentito al Paese di raggiungere traguardi di civiltà e di benessere. La sua storia personale è divenuta simbolo di emancipazione femminile in un campo, quello economico e finanziario, dove la presenza maschile era nei fatti totalizzante".
In questa stessa occasione, la Investindustrial Foundation ha istituito in suo onore 18 borse di studio per giovani studentesse per permettere loro di frequentare un corso di laurea triennale presso l’Università Bocconi, proseguendo l’iniziativa benefica da lei iniziata negli anni quaranta con la creazione dell'Istituto delle Carline.

## Galleria d'immagini

Anna Bonomi con i figli Carlo, Alfredo e Carla
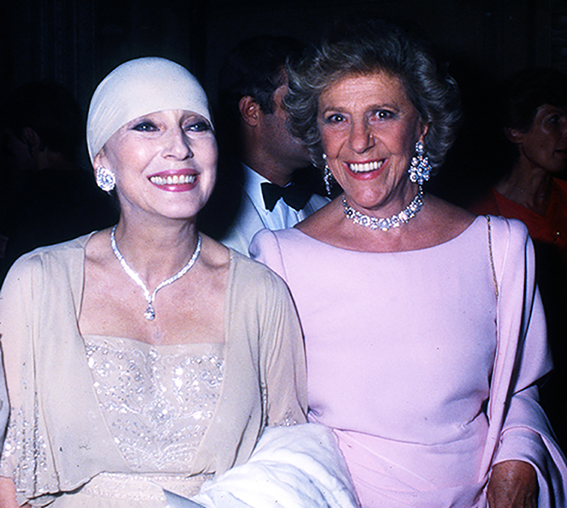
Anna Bonomi Bolchini con Valentina Cortese, Festa per i 60 anni della Maison Fendi, Palazzo Venezia (Roma - 1985)
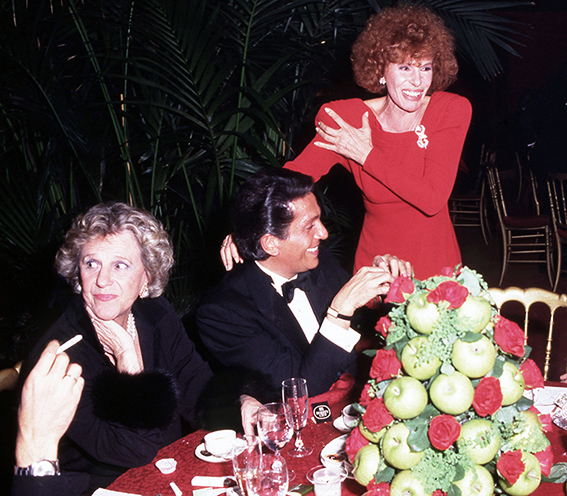
Anna Bonomi Bolchini con Ornella Vanoni e Valentino, Mostra "L'atelier delle illusioni" di Valentino Garavani, Castello Sforzesco (Milano - 1985)